# Kispirit
Kispirit es un pueblo ubicado en el distrito de Devecser, en el condado de Veszprém, Hungría.

## Superficie
Posee una superficie de 4,960 kilómetros cuadrados.

## Demografía
Hasta 2019 la población era de 47 habitantes, con una densidad de población de 9,476 habitantes por kilómetro cuadrado.